# Yobe (stato)
Yobe è uno dei 36 stati della Nigeria, situato a nord-est della Nigeria, ai confini con il Niger, con capitale Damaturu.
Fu creato nel 1991 unificando parti degli Stati di Borno, Gombe, Jigawa. La maggior parte della superficie è coperta da savane con una regione caratterizzata da un clima arido e secco. Solo verso sud il clima si mostra leggermente più mite.
I maggiori gruppi etnici stanziati nello Stato di Yobe comprendono i Kanuri, i Fulani, i Kare-Kare, i Bolewa, i Ngizim, i Bade, gli Hausa, i Ngamo e i Shuwa.

## Suddivisione
Lo stato di Yobe è suddiviso in diciassette aree a governo locale (local government areas):
- Bade
- Bursari
- Damaturu
- Geidam
- Gujba
- Gulani
- Fika
- Fune
- Jakusko
- Karasuwa
- Machina
- Nangere
- Nguru
- Potiskum
- Tarmuwa
- Yunusari
- Yusufari